# 山柑
山柑（学名：Capparis hainanensis）是山柑科山柑属的植物，是中国的特有植物。分布在中国大陆的海南等地，生长于海拔600米的地区，常生于林内和旷野灌丛中，目前尚未由人工引种栽培。
其种加词“hainanensis”意为“海南的”。

## 别名
海南槌果藤（海南植物志）